# Martin Raška
Martin Raška (* 31. Januar 1977 in Frýdek-Místek) ist ein tschechischer ehemaliger Fußballtorhüter.

## Vereinskarriere
Den ersten Profivertrag bekam Raška beim Fotbal Frýdek-Místek, wo er zwei Spielzeiten gespielt hat. Dann ist er zum FC Baník Ostrava gegangen, wo er neun Jahre unter Vertrag stand und einmal die tschechische Meisterschaft und einmal den tschechischen Pokal gewonnen hat. In der Saison 2000/01 war er zur Leihe beim slowakischen Traditionsverein Spartak Trnava. Trotz einer Knieverletzung hat er im Januar 2007 zum dänischen Erstligisten FC Midtjylland gewechselt, wo er dreieinhalb Jahre gespielt hat. Im Juni 2010 kam er erneut nach Trnava, wo er Stammtorwart ist (Stand Juli 2011).

## Erfolge
- Meister der Gambrinus Liga: 2003/04
- Tschechischer Pokalsieger: 2004/05